# نهائي دوري أبطال أوروبا للسيدات 2018
كان نهائي دوري أبطال أوروبا للسيدات 2018 آخر مباراة في دوري أبطال أوروبا للسيدات 2017–18، وهو الموسم السابع عشر لأهم بطولة كرة قدم للسيدات في أوروبا ينظمها الاتحاد الأوروبي لكرة القدم والموسم التاسع منذ إعادة تسميته من كأس الاتحاد الأوروبي لكرة القدم للسيدات إلى دوري أبطال أوروبا للسيدات. لعب في ملعب فاليري لوبانوفسكي دينامو في كييف، أوكرانيا، في 24 مايو 2018، بين فريق فولفسبورغ الألماني وفريق ليون الفرنسي.

## المباراة
| فولفسبورغ   | 1–4 (ب.و.إ.) | ليون                                                                         |
| ----------- | ------------ | ---------------------------------------------------------------------------- |
| - هاردر 93' | تقرير        | - أماندين هنري 98' - أوجين لي سومر 99' - آدا هيغربرغ 103' - كاميل أبيلي 116' |

## وصلات خارجية
- UEFA Women's Champions League (official website)
- 2018 Women's Champions League final: Kyiv